# Османсько-перська війна (1743—1746)
Османсько-перська війна 1743–1746 велася між Османською імперією та Афшаридським Іраном.
Персія спробувала ратифікувати Константинопольський договір, вимагаючи, щоб джафарі, також відомий як імамія, був прийнятий як п'ята законна секта ісламу.
У 1743 році Надер-шах оголосив війну Османській імперії. Він вимагав капітуляції Багдада. Перси захопили Багдад у 1623 році та Мосул у 1624 році, але османи відбили Мосул у 1625 році та Багдад у 1638 році. Зухабський договір 1639 року між Османською імперією та імперією Сефевідів призвів до миру на 85 років. Під час падіння династії Сефевідів Росія та Османська імперія домовилися розділити північний захід і каспійський регіон Персії, але з приходом Надер-шаха росіяни та турки пішли з регіону. Надер-шах вже вів війну проти османів з 1730 по 1735 рік, але вона закінчилася патовою ситуацією. Пізніше Надер Шах повернув на схід і оголосив війну Імперії Великих Моголів і вторгнувся до Індії, щоб відшкодувати свої війни проти Османів.

## Війна
Надер-шах мріяв про імперію, яка простягалася би від Інду до Босфору. Тому він зібрав 200-тисячну армію, яка складалася в основному з бунтівних середньоазійських племен, і планував йти до Константинополя, але після того, як він дізнався, що османські улеми готуються до священної війни проти Персії, він повернув на схід. Він захопив Кіркук, Арбіль і взяв в облогу Мосул 14 вересня 1743 року. Облога тривала 40 днів. Паша Мосула, Хаджі Хосейн Аль Джалілі, успішно захистив Мосул, і Надер Шах був змушений відступити. Наступ було припинено через повстання в Персії (1743–1744) через високі податки. Військові дії також перекинулися в Грузію, де принц Гіві Амилахварі використав османську армію в марній спробі підірвати вплив Персії та витіснити грузинських союзників Надера, принців Теймураза та Іраклія.
На початку 1744 року Надер-шах відновив наступ і взяв у облогу Карс, але повернувся в Дагестан, щоб придушити повстання. Згодом він повернувся й розгромив османську армію в битві під Карсом у серпні 1745 року. Війна закінчилася. Надер-шах збожеволів і почав карати власних підданих, що призвело до повстання з початку 1745 р. до червня 1746 р. У 1746 р. було укладено мир. Кордони залишилися незмінними, і Багдад залишився в руках Османської імперії. Надер Шах відмовився від своєї вимоги про визнання Джафарі. Османи були задоволені і вислали посла, але не встиг він прибути, як Надер-шах був убитий власними офіцерами.